# 아프가니스탄의 가수 목록
다음은 아프가니스탄의 가수 목록이다.

## ㄴ
- 나그흐마
- 나셰나스
- 나스랏 파사
- 나이나와즈
- 네임 포팔

## ㄷ
- 다우드 사르코시

## ㄹ
- 라티프 난가르하리
- 라피크 신와리
- 라힘 메히아르
- 라힘 바크쉬
- 레즈완 무나와르
- 루크샤나
- 리샤드 자히르

## ㅁ
- 마와시
- 망갈라
- 모즈다 자말자다
- 모하마드 딘 자킬
- 모하마드 딘 자킬
- 모하마드 하솀 체시티
- 모하마드 후세인 사라항
- 미리 마프툰

## ㅂ
- 바흐트 자미나
- 바히드 소로르
- 벨툰
- 부르카 밴드

## ㅅ
- 사르다르 알리 타카르
- 사이포
- 샤 왈리
- 샤키브 함다드
- 세타 카세미
- 소헤일라 잘란드
- 수산 피로즈
- 시마 타라나

## ㅇ
- 아리아나 사예드
- 아마드 왈리
- 아미르 얀 사보리
- 아사드 바디에
- 아왈미르
- 아지즈 헤라위
- 아흐마드 자히르
- 압둘 라힘 사르반
- 에산 아만
- 엘라하 소루르
- 와지하 라스타가르
- 우바이둘라 얀

## ㅈ
- 자히르 하와이다
- 잘릴 잘란드

## ㅋ
- 카데르 에쉬파리
- 카마르 굴라
- 카얄 무하마드

## ㅌ
- 타와브 아라쉬

## ㅍ
- 파라스토
- 파리드 라스타가르
- 파리드 잘란드
- 파이즈 카리지
- 파하드 다리아

## ㅎ
- 하이다르 살림
- 항가마